# Demjén, Heves
Demjén  este un sat în districtul Eger, județul Heves, Ungaria, având o populație de 620 de locuitori (2011). 

## Demografie
Componența etnică a satului Demjén
     Maghiari (89,68%)
     Romi (9,21%)
     Necunoscut (0,63%)
     Germani (0,48%)
     Alții (0,63%)
Componența confesională a satului Demjén
     Romano-catolici (52,58%)
     Fără religie (10,48%)
     Reformați (5,97%)
     Necunoscută (30,97%)
Conform recensământului din 2011, satul Demjén avea 620 de locuitori. Din punct de vedere etnic, majoritatea locuitorilor (89,68%) erau maghiari, cu o minoritate de romi (9,21%). Apartenența etnică nu este cunoscută în cazul a 0,63% din locuitori.  Din punct de vedere confesional, majoritatea locuitorilor (52,58%) erau romano-catolici, existând și minorități de persoane fără religie (10,48%) și reformați (5,97%). Pentru 30,97% din locuitori nu este cunoscută apartenența confesională.